# Milnesium swolenskyi
Milnesium swolenskyi is een uitgestorven soort beerdiertje. Het dier is ingedeeld in het geslacht Milnesium dat behoort tot de familie Milnesiidae. Milnesium swolenskyi werd in 2000 beschreven door Bertolani en Grimaldi.